# Межостровное море
Межостровные моря — моря, окруженные более или менее плотным кольцом островов, пороги между которыми препятствуют свободному водообмену этих морей с открытой частью океана.
Большинство межостровных морей находятся среди островов Малайского архипелага. Крупнейшие из них: Филиппинское море, Яванское море, Банда, Сулавеси.
В геоструктурном отношении принадлежат главным образом к современным геосинклинальным областям.